# Gideon Mantell
Dr. Gideon Algernon Mantell (Lewes (Sussex), 3 februari 1790 - Londen, 10 november 1852) was een Engelse verloskundige, geoloog en paleontoloog. Hij vond in 1821 de fossiele tanden van Iguanodon. Hoewel William Buckland in 1818 al fossiele botten van Megalosaurus had beschreven, was Mantell de eerste die doorhad dat de fossielen afkomstig waren van uitgestorven soorten enorme reptielen, oftewel dinosauriërs.

## Werk en leven
Mantell werd in Lewes, een stad in East Sussex, geboren als zoon van een schoenmaker. Toen hij 15 jaar werd ging hij in de leer bij de plaatselijke chirurg James Moore. In 1811 rondde hij in Londen een formele studie geneeskunde af en ontving hij het diploma van Member of the Royal College of Surgeons (MRCS).
In 1816 trouwde hij met Mary Ann Woodhouse en begon hij een eigen medische praktijk als huisarts. Hij onderscheidde zich door zijn idealistische instelling en behandelde arme patiënten vaak gratis. Het grootste deel van zijn leven woonde hij in Lewes. Dit had te maken met zijn grote interesse in fossielen. Het kwam vaak voor dat in de omgeving van Lewes fossiele botten werden gevonden. Mantell begon deze te verzamelen. Zijn hobby ging zo ver dat hij landarbeiders betaalde voor de fossiele botten die zij vonden. In 1813 publiceerde hij zijn eerste artikel over de geologie van de omgeving. Ondertussen bleef zijn tijd en aandacht voornamelijk bij zijn medische praktijk.

## Paleontologisch onderzoek

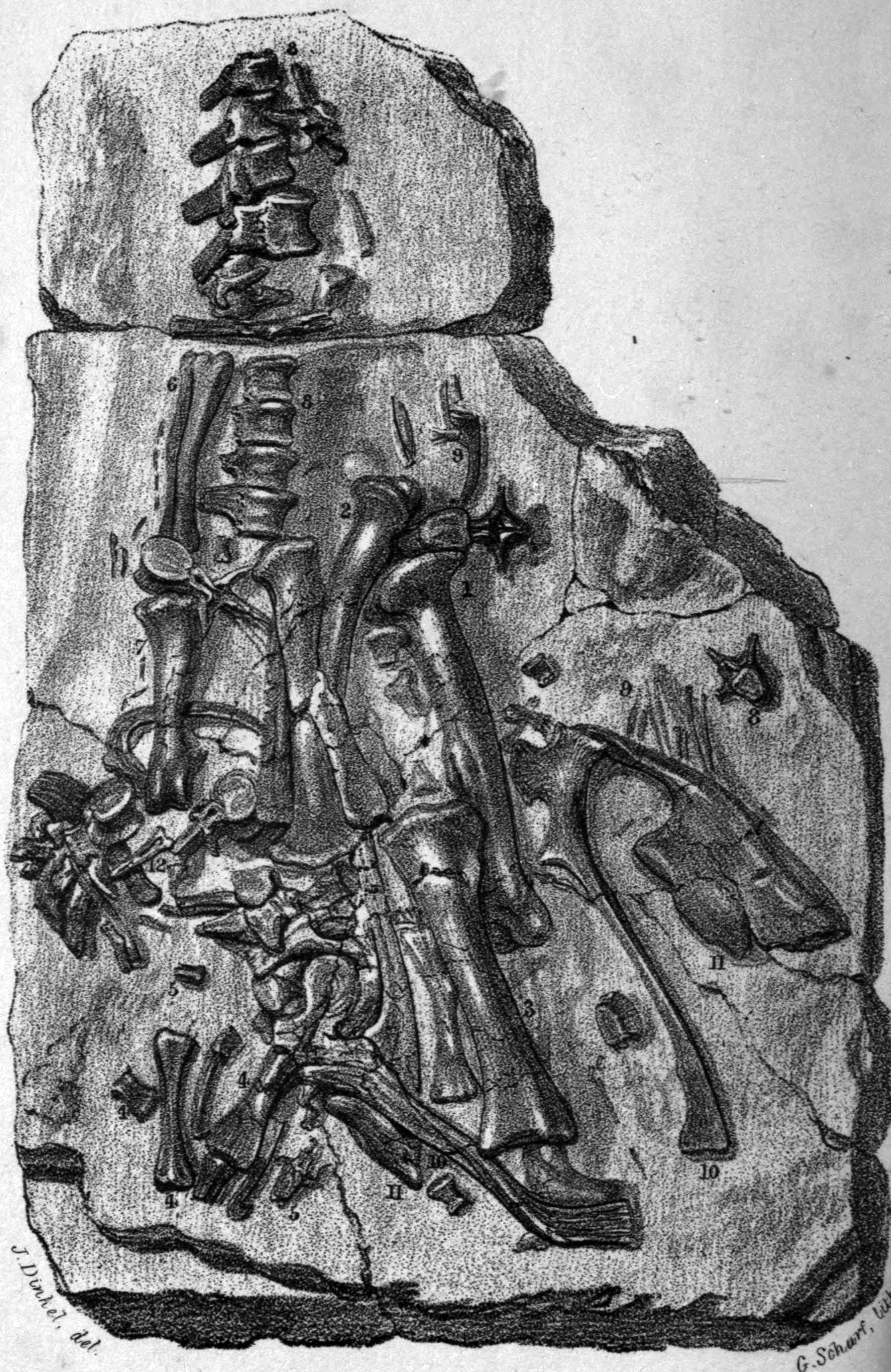
De zogenaamde "Maidstone slab", een fossiel aan de hand waarvan Mantell reconstructies van Iguanodon tekende.

Mantell werd geïnspireerd door een sensationele vondst van de twaalfjarige, later internationaal befaamde paleontologe Mary Anning (1799-1847) in Lyme Regis, Dorset. Zij had een compleet gefossiliseerd dier gevonden, dat het meest op een enorme krokodil leek en dat later een sauriër zou blijken te zijn, die de naam Ichthyosaurus kreeg. De fossielen die hij zelf verzamelde kwamen uit het Maastrichtien (Boven-Krijt) van het gebied in Sussex dat Weald genoemd wordt. In dit gedeelte van het Krijt lag in Engeland, net als in Nederland en grote delen van België, een grote ondiepe zee (de zogenaamde Krijtzee), zodat de fossielen die Mantell vond voornamelijk van zeedieren waren.

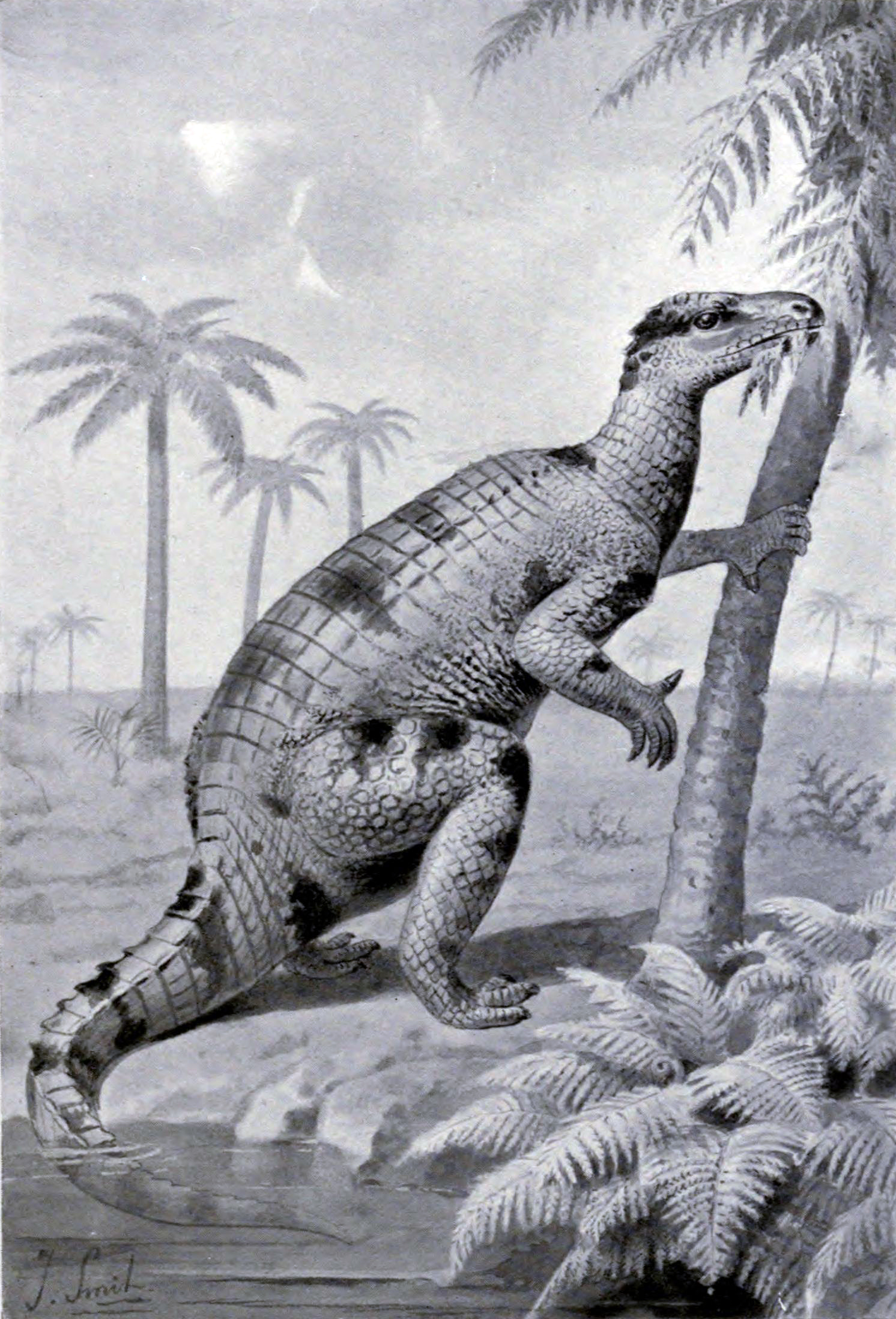
Tekening van een iguanodon.

In 1819 was Mantell begonnen fossielen te verzamelen uit een groeve bij Cuckfield in West Sussex. Hij vond daar ook allerlei landdieren en planten. Het was voor de eerste keer dat in Engeland een landafzetting uit het Krijt gevonden werd. Mantell vond in Cuckfield botten die zelfs nog groter waren dan de botten die eerder door William Buckland in Stonesfield waren ontdekt. In 1821 vond zijn vrouw Mary Ann enkele grote tanden die hem voor een raadsel stelden. Mantell legde zijn ontdekking in 1822 en 1823 voor aan Willam Buckland en de Franse baron Georges Cuvier, twee bekende geologen uit zijn tijd. Hun oordeel was echter teleurstellend: Buckland dacht dat de tanden van een nog levende vis afkomstig waren en dat ze toevallig in de oudere gesteentelagen van het Krijt waren terechtgekomen, terwijl Cuvier dacht dat ze aan een neushoorn toebehoorden. Mantell was ervan overtuigd dat hij een uitgestorven soort herbivore reuzenreptiel had ontdekt. In 1824 gaf Cuvier hem gelijk. In het Royal College te Londen vond Mantell een exemplaar op sterk water van een leguaan. Toen Mantell de tanden van de leguaan  bekeek, zag hij dat zijn eigen fossiele tanden een exacte kopie hiervan waren, alleen dan veel groter. Hij berekende dat het dier in kwestie zo'n twintig meter lang moest zijn geweest. In feite had Mantell de tanden in handen van wat later een dinosauriër zou worden genoemd.

## Erkenning
Mantell probeerde tevergeefs anderen ervan te overtuigen dat de tanden uit het Krijt kwamen. Hij stelde hiervoor een gedetailleerde stratigrafie op. Sir Richard Owen, Mantells grootste opponent, dacht dat de tanden van een zoogdier afkomstig waren. Mantell toonde met een nauwkeurige studie en het verzamelen van meer beenderen aan dat zowel zijn eigen fossielen als de fossielen die Owen had gevonden en die aan diverse soorten waren toegeschreven, in feite allemaal tot een reusachtig soort reptiel behoorden dat hij Iguanodon noemde.
In 1825 publiceerde Mantell tegen hoge kosten zijn ontdekking. Daarop volgde erkenning, hij werd in december dat jaar tot Fellow of the Royal Society gekozen. Hij werd in 1835 onderscheiden met de Wollaston medaille van de Geological Society en in 1849 met de Royal Medal van de Royal Society. In 1832 ontdekte hij nog een andere dinosauriër, Hylaeosaurus, gevolgd in 1850 door Pelorosaurus. In 1842 zou Richard Owen voor het eerst de term Dinosauria gebruiken voor de drie fossielen die inmiddels waren ontdekt.

## Latere leven
In 1833 verhuisde Mantell naar Brighton, waar hij in geldnood raakte doordat zijn praktijk sterk terugliep. De gemeenteraad schoot hem te hulp en maakte van zijn woning  een museum, waar Mantells' verzameling fossielen werd tentoongesteld. Dit werd echter een mislukking, doordat Mantell geen entreeprijs vroeg voor de bezichtiging. In 1838 was hij daarom gedwongen zijn hele verzameling voor £ 4 000 te verkopen aan het British Museum. Hij ging daarna in Londen in Clapham Common wonen, een wijk in Zuid-Londen waar hij een nieuwe praktijk opzette.
In 1839 scheidde hij van zijn vrouw Mary Ann. In hetzelfde jaar emigreerde zijn zoon Walter naar Nieuw-Zeeland, vanwaar hij zijn vader later nog enkele belangrijke fossielen stuurde. Zijn dochter Hanna overleed in 1840.
In 1841 raakte Mantell gehandicapt door scoliose, veroorzaakt of verergerd door een verkeersongeluk dat zijn rug ontwrichtte, waarna hij in constante pijn leefde. In 1844 verhuisde hij naar de Londense wijk Pimlico. In 1845 begon hij opium te gebruiken als pijnstiller. Ondanks zijn handicap en voortdurende pijn zette hij zijn onderzoek voort aan fossielen van reptielen en publiceerde hij nog een reeks boeken en artikelen tot zijn dood in 1852. In 1852 nam hij een overdosis opium waarna hij in coma geraakte en nog dezelfde dag overleed.